# 경기FC 광명시민U18
경기FC광명시민U18은 경기도 광명시에 위치한 under-18팀 유형의 유소년 축구센터이다.    